# ألبير سورل
ألبير سورل (بالفرنسية: Albert Sorel)‏ (ولد 1843 - توفي 1906) مؤرخ فرنسي. تقلب في مناصب وزارة خارجية فرنسا, ثم درس في مدرسة العلوم السياسية بباريس . كان حجة في التاريخ الدبلوماسي, وألف دراسته:(أوروبا والثورة الفرنسية)في ثمانية مجلدات . كتب سيرة لكل من مونتسكيو ومدام دى ستال.

## روابط خارجية
- ألبير سورل على موقع الموسوعة البريطانية (الإنجليزية)